# Championnat de double WTA 1995
Le Championnat de double WTA est un tournoi de tennis professionnel féminin. L'édition 1995 se dispute à Édimbourg du 24 au 30 mai 1995.
L'épreuve de double voit s'imposer Meredith McGrath et Larisa Neiland.